# Saint-Mars-de-Locquenay

Saint-Mars-de-Locquenay este o comună în departamentul Sarthe, Franța. În 2009 avea o populație de 535 de locuitori.